# Navy Distinguished Service Medal
De Navy Distinguished Service Medal is een militaire onderscheiding van de United States Navy en het United States Marine Corps. De in 1919 ingestelde onderscheiding is gelijkwaardig aan de Army Distinguished Service Medal en de Air Force Distinguished Service Medal. Het is de op twee na hoogste onderscheiding van het United States Department of the Navy, na de Medal of Honor en de Navy Cross.

## Geschiedenis
De Navy Distinguished Service Medal was oorspronkelijk na de Medal of Honor de hoogste onderscheiding binnen de US Navy en de op twee na hoogste binnen de Amerikaanse strijdkrachten. Op 7 augustus 1943 stemde het Amerikaanse Congres echter in met een wet die ervoor zorgde dat het Navy Cross en de Navy Distinguished Service Medal van plaats wisselden, waarmee de Distinguished Service Medal de op twee na hoogste onderscheiding van de marine werd.
De Navy Distinguished Service Medal kan worden uitgereikt aan hen die voor of met de US Navy gewerkt hebben en toen uitzonderlijk gepresteerd hebben en daarbij een grote verantwoordelijkheid hebben gehad. Door de vereiste grote verantwoordelijkheid is de onderscheiding hoofdzakelijk aan vlag- en opperofficieren (admiraals en generaals) uitgereikt. Tot nu toe is de onderscheiding naar schatting 423 keer uitgereikt.

## Bekende dragers
- Omar Bradley (1893-1981), vijfsterrengeneraal in de Tweede Wereldoorlog
- Ira Eaker (1896-1987), viersterrengeneraal in de Tweede Wereldoorlog
- Dwight D. Eisenhower (1890-1969), vijfsterrengeneraal in de Tweede Wereldoorlog en president van de Verenigde Staten
- William Halsey (1882-1959), vijfsterrenadmiraal in de Tweede Wereldoorlog
- Ernest King (1878-1956), vijfsterrenadmiraal in de Tweede Wereldoorlog
- Jim Lovell (1928-2025), kolonel-vlieger in de marine, astronaut
- Douglas MacArthur (1880-1964), brigadegeneraal in de Eerste Wereldoorlog, vijfsterrengeneraal in de Tweede Wereldoorlog
- John S. McCain sr. (1884-1945), viersterrenadmiraal en grootvader van senator John McCain
- Chester Nimitz (1885-1966), vijfsterrenadmiraal in de Tweede Wereldoorlog
- Alan Shepard (1923-1998), marinevlieger en eerste Amerikaan in de ruimte
- Norman Schwarzkopf jr. (1934-2012), viersterrengeneraal in de Golfoorlog